# Різницький провулок (Київ)
Рі́зницький прову́лок — зниклий провулок, що існував у Печерському районі міста Києва, місцевість Печерськ. Пролягав від вулиці Князів Острозьких до Різницької вулиці (також існувало відгалуження в бік Кловської вулиці, тепер — вулиця Гусовського). 
Прилучався Кловський провулок.

## Історія
Провулок виник у XIX столітті під такою ж назвою. Ліквідований 1981 року в зв'язку з частковим знесенням старої забудови та переплануванням. Нині по трасі провулку між вулицями Князів Острозьких та Гусовського прокладено заключну частину Кловського узвозу.